# NGC 4045
NGC 4045 = NGC 4046 ist eine aktive Balken-Spiralgalaxie vom Hubble-Typ SBa mit ausgedehnten Sternentstehungsgebieten im Sternbild Virgo am Nordsternhimmel. Sie ist schätzungsweise 83 Millionen Lichtjahre von der Milchstraße entfernt und hat einen Durchmesser von etwa 70.000 Lichtjahren. SGemeinsam mit PGC 38033 (auch NGC 4045A) bildet sie das optische Galaxienpaar Holm 320.

Im selben Himmelsareal befinden sich u. a. die Galaxien NGC 4063, NGC 4073, NGC 4075, IC 2989.
Die Typ-Ia-Supernova SN 1985B wurde hier beobachtet.
Das Objekt wurde am 20. Dezember 1784 von dem deutsch-britischen Astronomen Wilhelm Herschel entdeckt.